# Ликома (округ)
Ликома (англ. Likoma) — округ в Северном регионе Малави. В округе проживает 10 414 человек. Площадь территории суши составляет 18 км². Административный центр — город Ликома.

## География
Территория округа находится на 2-х островах в озере Малави — Ликома и Чисумулу. Эти острова располагаются в территориальных водах Мозамбика, таким образом округ состоит из двух эксклавов Малави.
На северо-востоке граничит с Танзанией, а также часть границы проходит вдоль озера Ньяса.